# Абеона
Абео́на (лат. Abeona; abeo — відходжу) — римська богиня, що захищала дітей, які вперше залишили батьківський дім, і оберігала їхні перші самостійні кроки, тоді як Адеона захищала дітей, що поверталися додому.
Це божество було серед di indigetes — місцевих богів, абстрактних божественностей і понять, що передували багатьом пізнішим синкретизмам різноманітних міфологій.
На честь цієї богині названа гора на Венері (англ. Abeona Mons).